# Premio Mariana Pineda a la Igualdad entre Mujeres y Hombres
El Premio Mariana Pineda a la Igualdad entre Mujeres y Hombres fue creado en 2008 por la Concejalía de Igualdad de Oportunidades del Ayuntamiento de Granada y el Consejo Municipal de la Mujer de Granada. El objetivo de este galardón es reconocer el trabajo de entidades, colectivos o personas relevantes para promocionar la igualdad de derechos y oportunidades entre hombres y mujeres de este municipio andaluz. Para la entrega de este premio se eligió la fecha de su ejecución, el 26 de mayo, Día de Mariana Pineda. El nombre del premio hace referencia a Mariana Pineda.

## Premiados
Premio 2013
- María Izquierdo Rojo y Mercedes Moll de Miguel, dos primeras diputadas granadinas en las Cortes Generales constituyentes del Congreso de los Diputados de la democracia de 1977.
- Antonina Rodrigo García, escritora, investigadora y biógrafa de Mariana de Pineda.
- Ángeles de la Plata Martín, empresaria, emprendedora en el ámbito laboral y del cooperativismo.

Premio 2014
- Asociación Mujeres Gitanas ROMI.

Premio 2015
- Federación Provincial de asociaciones de mujeres María Lejárraga.

Premio 2016
- Juana María Gil Ruiz, catedrática del Derecho de la Filosofía de la Universidad de Granada
- asociación Grupo Motor de Mujeres de la Chana, Granada

Premio 2017
- Ángeles Mora, poeta y escritora granadina
- Asamblea de Mujeres de Granada